# العلاقات الفانواتية الهايتية
العلاقات الفانواتية الهايتية هي العلاقات الثنائية التي تجمع بين فانواتو وهايتي.

## مقارنة بين البلدين
هذه مقارنة عامة ومرجعية للدولتين:
| وجه المقارنة                                              | فانواتو                                  | هايتي                                |
| --------------------------------------------------------- | ---------------------------------------- | ------------------------------------ |
| المساحة (كم2)                                             | 12.19 ألف                                | 27.75 ألف                            |
| عدد السكان (نسمة)                                         | 276.24 ألف                               | 10.98 مليون                          |
| الكثافة السكانية (ن./كم²)                                 | 22.66                                    | 395.68                               |
| العاصمة                                                   | بورت فيلا                                | بورت أو برانس                        |
| اللغة الرسمية                                             | اللغة البسلاما، لغة فرنسية، لغة إنجليزية | لغة فرنسية، اللغة الكريولية الهايتية |
| العملة                                                    | فاتو فانواتي                             | جوردة هايتية                         |
| الناتج المحلي الإجمالي (بليون دولار)                      | 862.88 مليون                             | 8.41 مليار                           |
| الناتج المحلي الإجمالي (تعادل القوة الشرائية) بليون دولار | 790.76 مليون                             | 18.82 مليار                          |
| الناتج المحلي الإجمالي الاسمي للفرد دولار أمريكي          | 2.81 ألف                                 | 818                                  |
| الناتج المحلي الإجمالي للفرد دولار أمريكي                 | 3.03 ألف                                 | 1.73 ألف                             |
| مؤشر التنمية البشرية                                      | 0.594                                    | 0.483                                |
| رمز المكالمات الدولي                                      | +678                                     | +509                                 |
| رمز الإنترنت                                              | .vu                                      | .ht                                  |
| المنطقة الزمنية                                           | ت ع م+11:00                              | 00                                   |

## منظمات دولية مشتركة
يشترك البلدان في عضوية مجموعة من المنظمات الدولية، منها:
| علم المنظمة | اسم المنظمة                                 | تاريخ انضمام فانواتو | تاريخ انضمام هايتي |
| ----------- | ------------------------------------------- | -------------------- | ------------------ |
|             | يونسكو                                      | 10 فبراير 1994       | 18 نوفمبر 1946     |
|             | مؤسسة التمويل الدولية                       | 28 سبتمبر 1981       | 20 يوليو 1956      |
|             | منظمة حظر الأسلحة الكيميائية                | ?                    | ?                  |
|             | مؤسسة التنمية الدولية                       | 28 سبتمبر 1981       | 13 يونيو 1961      |
|             | منظمة التجارة العالمية                      | ?                    | ?                  |
|             | وكالة ضمان الاستثمار متعدد الأطراف          | 27 يوليو 1988        | 11 ديسمبر 1996     |
|             | الاتحاد البريدي العالمي                     | ?                    | ?                  |
|             | الاتحاد الدولي للاتصالات                    | 30 مارس 1988         | 10 أكتوبر 1927     |
|             | الأمم المتحدة                               | 15 سبتمبر 1981       | 24 أكتوبر 1945     |
|             | البنك الدولي للإنشاء والتعمير               | 28 سبتمبر 1981       | 8 سبتمبر 1953      |
|             | مجموعة دول أفريقيا والكاريبي والمحيط الهادئ | ?                    | ?                  |
|             | تحالف الدول الجزرية الصغيرة                 | ?                    | ?                  |

## وصلات خارجية
- موقع وزارة الخارجية الهايتية